# Alban Berg
Alban Marie Johannes Berg (Vienna, 9 febbraio 1885 – Vienna, 24 dicembre 1935) è stato un compositore austriaco, tra i massimi protagonisti della vita musicale del primo Novecento.
Fece parte della cosiddetta seconda scuola di Vienna assieme al suo maestro Arnold Schönberg e a Anton Webern. I suoi lavori tendono all'emancipazione della tonalità prima attraverso l'uso della tonalità allargata, poi dell'atonalità e infine delle tecniche dodecafoniche, anche se i critici assegnano alle composizioni di Berg una funzione più conservatrice rispetto a quella dei suoi due colleghi.

## Biografia
Alban non ebbe un'infanzia felice e fu tormentato per molti anni della sua vita da una forma di depressione, che lo spinse, dopo un bruciante insuccesso scolastico, a tentare il suicidio già all'età di diciotto anni. Fino al 1904, il giovane Berg non aveva mai condotto studi musicali sistematici, scrivendo musica semplicemente per diletto e vivendo grazie al suo lavoro di contabile presso il comune. Nello stesso anno conobbe Arnold Schönberg il quale, colpito dal suo talento, lo accettò come allievo senza esigere alcun compenso e lo ritrasse anche in uno dei suoi dipinti. Nel 1910 Berg lasciò l'impiego presso l'amministrazione municipale, grazie anche a una sostanziosa eredità, per dedicarsi esclusivamente alla composizione e, in seguito, all'insegnamento.
La sua adesione ai manifesti artistici dell'espressionismo lo avvicinò a gruppi di letterati e pittori quali Peter Altenberg e Karl Kraus. La sua produzione musicale giovanile risentì dell'influenza di Schönberg, del tardo Romanticismo (in particolare di Gustav Mahler e Richard Strauss) e dell'impressionismo francese (Debussy). Nel 1912 il suo percorso di ricerca di un'espressione musicale svincolata dall'armonia tonale, si concretizzò in un utilizzo sistematico della dissonanza, suscitando reazioni ambivalenti. Nel 1921, Berg terminò la sua prima Opera, Wozzeck (da Georg Büchner), rappresentata a Berlino quattro anni dopo, caratterizzata da un'intelaiatura drammatica.
L'ultimo Berg si indirizzò verso il romanticismo-irrazionalista, come apparve nella sua seconda opera per il teatro, Lulu, rimasta incompiuta (il terzo atto è stato completato dal compositore e direttore d'orchestra Friedrich Cerha negli anni settanta ed eseguito in prima assoluta italiana nel 1979 negli allestimenti dell’Opera di Parigi e della Scala di Milano con regia di Patrice Chereau, direzione d'orchestra di Pierre Boulez e con l'esecuzione di Slavka Taskova Paoletti nel ruolo di Lulu.). Berg amava trascorrere buona parte dell'anno tra i monti della Carinzia. La sua musica si impose rapidamente in tutta l'Europa centrale, almeno fino all'avvento di Hitler, quando le sue composizioni (come tutte quelle appartenenti alla Seconda scuola di Vienna) verranno censurate come musica degenerata, un marchio d'infamia che privò l'Austria del tempo dei suoi migliori talenti musicali.
Morì nel 1935 a Vienna per una setticemia causata da una puntura d'insetto mal curata. La musica di Berg ruppe con la tradizione tonale a partire dagli ultimi Lieder dell'op.2, dal Quartetto op.3 e dai Tre pezzi per orchestra Op.6 a cui vengono affiancati i Quattro pezzi per clarinetto e pianoforte Op.5. Fino agli ultimi lavori, l'opera Lulu e il Violinkonzert, lo stile di Berg sarà sempre diviso tra l'anelito al futuro atonale e reminiscenze legate alla tradizione tonale, con la notevole eccezione degli orchestrali Lieder op. 4, dallo stile preseriale e modernista.

## Vita privata
Nel 1906 Berg incontrò la cantante Helene Nahowski (1885–1976), figlia di una ricca famiglia (molti ritenevano che Helene fosse figlia illegittima dell'imperatore Francesco Giuseppe d'Austria e della sua amante, Anna Nahowski). Malgrado l'ostilità della famiglia della sposa, i due contrassero matrimonio il 3 maggio 1911.

## Opere
Questa è una breve lista delle sue opere più note:
- Klaviersonate (Sonata per pianoforte), op. 1;
- Vier lieder (Quattro Lieder) per voce e pianoforte, op. 2;
- Quartetto per archi, op. 3
- Fünf Lieder (Cinque Lieder) per voce e orchestra, op. 4 (su testi di Peter Altenberg);
- Sieben frühe Lieder (Sette Lieder giovanili) per voce e pianoforte, 1905-1908; orch. 1928
- Vier Stücke (1913) (Quattro pezzi), per clarinetto e pianoforte, op. 5;
- "3 Orchesterstücke" (1914 / 1929) (Tre pezzi per orchestra), op. 6: 1. Praeludium, 2. Reigen, 3. Marsch;
- Wozzeck op.7 (1925) (forse la più nota tra le composizioni di Berg) opera espressionista ricavata dal lavoro teatrale Woyzeck di Georg Büchner, e alla cui voce si rimanda per un quadro dettagliato;
- Drei Fragmente aus "Wozzeck", per soprano e orchestra;
- Kammerkonzert (concerto da camera, 1925) per pianoforte, violino e 13 fiati;
- Lyrische Suite (Suite lirica, per quartetto d'archi, 1926), con la quale approda alla tecnica dodecafonica di Arnold Schönberg;
- "Der Wein" (1929), aria da concerto per soprano e orchestra;
- Concerto per violino (1935), dedicato "alla memoria di un angelo". Fu commissionato dal violinista Louis Krasner, proprio quando Berg stava lavorando all'opera Lulu. L'evento che lo spinse a scrivere il concerto fu la morte di Manon Gropius, figlia di Alma Mahler (ex-moglie di Gustav Mahler) e Walter Gropius. Il concerto venne scritto molto velocemente dal compositore, in pochi mesi, e per questo progetto venne abbandonata e lasciata incompiuta l'opera Lulu. Il concerto venne eseguito per la prima volta, con Krasner al violino solo, il 19 aprile 1936, dopo la morte dell'autore[6];
- Lulu (1935), tratta dai drammi Erdgeist (Spirito della terra) e Die Büchse der Pandora (Il vaso di Pandora) di Frank Wedekind, da cui fu tratta anche una Lulu-Symphonie in cinque movimenti per soprano e orchestra. Di quest'ultima, il terzo atto è stato completato da Friedrich Cerha.